# Christopher Moore

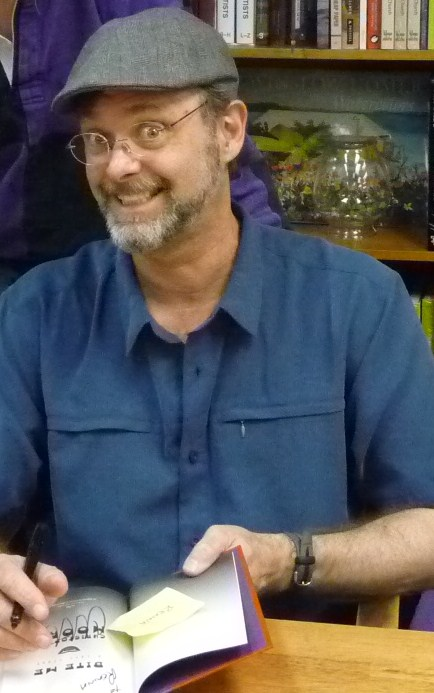
Moore 2010 bei einer Signierstunde

Christopher Moore (* 1. Januar 1957 in Toledo, Ohio) ist ein US-amerikanischer Schriftsteller.

## Leben
Christopher Moore ist in Mansfield, Ohio aufgewachsen. Sein Vater war Streifenpolizist und seine Mutter arbeitete in einem Kaufhaus. Das Geld für seinen Führerschein verdiente er mit zahlreichen Jobs: Dachdecker, Nachtwächter, Diskjockey, Fotograf, Versicherungsvertreter, Hotelrezeptionist und Kellner.
Er studierte an der Ohio State University eine Zeit lang Anthropologie, später ging er nach Kalifornien und studierte am Brooks Institute of Photography in Santa Barbara Fotografie, wo er auch einige Schriftstellerkurse nahm.
Nach eigenen Angaben begann Christopher Moore mit etwa zwölf Jahren zu schreiben, aber erst mit etwa 30 Jahren schaffte er mit dem Buch Der kleine Dämonenberater (Im Original Practical Demonkeeping) den Durchbruch. Ein Jahr nach der Veröffentlichung kaufte The Walt Disney Company die Filmrechte zu dem Buch.
Moore lebt in Kauaʻi, Hawaii und San Francisco, Kalifornien. Bevor er Schriftsteller wurde, arbeitete er als Journalist. Heute schreibt er Romane, die auch international erfolgreich sind.

## Bibliografie
Romane
- Practical Demonkeeping. Orbit Book Co., 1992, ISBN 978-1-84149-447-0.
  - Deutsch: Der kleine Dämonenberater. Goldmann, 1997, ISBN 3-442-54002-X.
- Coyote Blue. Simon & Schuster, 1994, ISBN 0-06-073543-0.
  - Deutsch: Blues für Vollmond und Koyote. Goldmann, 1996, ISBN 3-442-43430-0.
- Bloodsucking Fiends: A Love Story. Simon & Schuster, 1995, ISBN 0-684-81097-2.
  - Deutsch: Lange Zähne. Goldmann, 2002, ISBN 3-442-08143-2.
- Island of the Sequined Love Nun. Avon, 1997, ISBN 0-06-073544-9.
  - Deutsch: Himmelsgöttin. Goldmann, 1998, ISBN 3-442-54032-1.
- The Lust Lizard of Melancholy Cove. Harper Collins, 1999, ISBN 0-06-059027-0.
  - Deutsch: Der Lustmolch. Goldmann, 2001, ISBN 3-442-44986-3.
- Lamb: The Gospel According to Biff, Christ’s Childhood Pal. HarperCollins, 2002, ISBN 0-380-81381-5.
  - Deutsch: Die Bibel nach Biff. Goldmann, 2002, ISBN 3-442-54182-4.
- Fluke, or, I Know Why the Winged Whale Sings. William Morrow, 2003, ISBN 0-380-97841-5.
  - Deutsch: Flossen weg!. Goldmann Manhattan, 2005, ISBN 3-442-54208-1.
- The Stupidest Angel – A Heartwarming Tale of Christmas Terror. William Morrow, 2004, ISBN 0-06-084235-0.
  - Deutsch: Der törichte Engel. Goldmann, 2005, ISBN 3-442-54224-3. Auch als: The Stupidest Angel v 2.0. William Morrow, 2005, ISBN 0-06-084235-0 (durch eine Kurzgeschichte erweiterte Fassung).
- A Dirty Job. Harper Collins, 2006, ISBN 0-06-059027-0.
  - Deutsch: Ein todsicherer Job. Goldmann, 2006, ISBN 3-442-54225-1.
- You Suck: A Love Story. William Morrow, 2007, ISBN 0-06-059029-7.
  - Deutsch: Liebe auf den ersten Biss. Goldmann, 2008, ISBN 978-3-442-54253-6.
- Fool. William Morrow, 2009, ISBN 0-06-059031-9.
  - Deutsch: Fool. Goldmann, 2009, ISBN 978-3-442-31189-7.
- Bite Me: A Love Story. William Morrow, 2010, ISBN 0-06-177972-5.
  - Deutsch: Ein Biss sagt mehr als tausend Worte. Goldmann, 2011, ISBN 978-3-442-31243-6.
- Sacré Bleu. William Morrow, 2012, ISBN 0-06-177974-1.
  - Deutsch: Verflixtes Blau. Goldmann, 2012, ISBN 978-3-442-31324-2.
- The Serpent of Venice. William Morrow, 2014, ISBN 0-06-233590-1.
  - Deutsch: Der Schelm von Venedig. Goldmann, 2014, ISBN 978-3-442-31328-0.
- Secondhand Souls. HarperCollins, 2015, ISBN 978-0-06-177978-7.
  - Deutsch: Ein todsicherer Plan. Goldmann, 2016, ISBN 978-3-442-31439-3
- Noir. William Morrow, 2018, ISBN 978-0-06-243397-8.
  - Deutsch: Noir. Goldmann, 2018, ISBN 978-3-442-31486-7

Erzählungen
- Our Lady of the Fishnet Stockings (1987)
- Cat’s Karma (1987[1])
- Breakdown (2018)

Graphic Novel
- The Griff (2011, mit Ian Corson, ursprünglich als Drehbuch konzipiert[2])